# Anders Antonsen
Anders Antonsen (* 24. April 1997 in Aarhus, Dänemark) ist ein dänischer Badmintonspieler.

## Karriere
Anders Antonsens erster internationaler Erfolg war der erste Platz beim Danish Junior Cup 2013, im Jahr darauf wurde er Jugendeuropameister in der Altersklasse U17. 2015 gewann er auf der Dutch International sein erstes Turnier im Erwachsenenbereich. Bei der Europameisterschaft 2017 gewann er die Silbermedaille, zwei Jahre später wurde er bei der Weltmeisterschaft in Basel Vizeweltmeister. Vor der Einfrierung der Weltrangliste am 17. März 2020, bedingt durch die Corona-Pandemie, belegte Antonsen den dritten Platz der Weltrangliste. 2021 qualifizierte er sich für die Olympischen Sommerspiele des gleichen Jahres.

## Erfolge
| Resultat                      | Jahr           | Ort / Turnier         | Gegner                           | Ergebnis            |            |  |
| ----------------------------- | -------------- | --------------------- | -------------------------------- | ------------------- | ---------- |  |
| BWF-Weltmeisterschaften       |                |                       |                                  |                     |            |  |
| 9./16.                        | 2017           | Glasgow               | Kidambi Srikanth                 | 14-21, 18-21        |            |  |
| 9./16.                        | 2018           | Nanjing               | Kento Momota                     | 21-13, 17-21, 8-21  |            |  |
| 2.                            | 2019           | Basel                 | Kento Momota                     | 9-21, 3-21          |            |  |
| Europaspiele                  |                |                       |                                  |                     |            |  |
| Gold                          | 2019           | Minsk                 | Brice Leverdez                   | 21-19, 14-21, 21-10 |            |  |
| BEC-Europameisterschaft       |                |                       |                                  |                     |            |  |
| 2.                            | 2017           | Kolding               | Rajiv Ouseph                     | 19-21, 19-21        |            |  |
| 5./8.                         | 2018           | Huelva                | Jan O Jorgensen                  | Walkover            |            |  |
| BWF World Tour Finals         |                |                       |                                  |                     |            |  |
|                               | 2019           | Guangzhou             | Gruppenphase                     |                     |            |  |
| 1.                            | 2020           | Bangkok               |                                  |                     |            |  |
| BWF World Tour                | BWF World Tour | BWF World Tour        | BWF World Tour                   | BWF World Tour      | Kategorie  |  |
| 3./4.                         | 2018           | Denmark Open          | Chou Tien Chen                   | 21-19, 11-21, 12-21 | Super 750  |  |
| 1.                            | 2019           | Indonesia Masters     | Kento Momota                     | 21-16, 14-21, 21-16 | Super 500  |  |
| 2.                            | 2019           | Spain Masters         | Viktor Axelsen                   | 14-21, 11-21        | Super 300  |  |
| 2.                            | 2019           | Indonesia Open        | Chou Tien Chen                   | 18-21, 26-24, 15-21 | Super 1000 |  |
| 3./4.                         | 2019           | China Open            | Anthony Sinisuka Ginting         | 21-18, 5-21, 14-21  | Super 1000 |  |
| 3./4.                         | 2019           | China Open            | Chou Tien Chen                   | 10-21, 12-21        | Super 750  |  |
| 2.                            | 2020           | Indonesia Masters     | Anthony Sinisuka Ginting         | 21-17, 15-21, 9-21  | Super 750  |  |
| 3./4.                         | 2020           | All England Open      | Chou Tien Chen                   | 14-17 Retired       | Super 1000 |  |
| 1.                            | 2020           | Denmark Open          | Rasmus Gemke                     | 18-21, 21-19, 21-12 | Super 750  |  |
| 3./4.                         | 2021           | Thailand Open         | Hans-Kristian Solberg Vittinghus | 19-21, 8-21         | Super 1000 |  |
| BWF Superseries               |                |                       |                                  |                     |            |  |
| 3./4.                         | 2017           | India Open            | Chou Tien Chen                   | 17-21, 14-21        |            |  |
| 3./4.                         | 2017           | French Open           | Kenta Nishimoto                  | 17-21, 15-21        |            |  |
| 3./4.                         | 2017           | Hong Kong Open        | Chen Long                        | 14-21, 21-19, 17-21 |            |  |
| BWF Grand Prix Gold           |                |                       |                                  |                     |            |  |
| 3./4.                         | 2016           | Bitburger Open        | Sourabh Varma                    | 15-21, 18-21        |            |  |
| BWF Grand Prix                |                |                       |                                  |                     |            |  |
| 3./4.                         | 2016           | Dutch Open            | Ajay Jayaram                     | 18-21, 21-13, 13-21 |            |  |
| 1.                            | 2016           | Scottish Open         | Joo Ven Soong                    | 22-20, 21-14        |            |  |
|                               |                |                       |                                  |                     |            |  |
| International Series          |                |                       |                                  |                     |            |  |
| 1.                            | 2015           | Dutch International   | Yuhan Tan                        | 21-11, 22-20        |            |  |
| 1.                            | 2015           | Belgian International | Christian Lind Thomsen           | 21-18, 21-17        |            |  |
| 2.                            | 2015           | Polish International  | Iskandar Zulkarnain Zainuddin    | 12-21, 18-21        |            |  |
| 1.                            | 2016           | Irish Open            | Lucas Clearbout                  | 21-18, 22-20        |            |  |
| 1.                            | 2016           | Swedish Masters       | Mattias Borg                     | 21-12, 21-10        |            |  |
| 1.                            | 2016           | Austrian Open         | Kanta Tsuneyama                  | 21-9, 21-17         |            |  |
| 1.                            | 2016           | Spanish International | Kanta Tsuneyama                  | 14-21, 22-20, 21-18 |            |  |
| Juniorenweltmeisterschaften   |                |                       |                                  |                     |            |  |
| 17./32.                       | 2014           | Alor Setar            | Soon Yang Bernard Ong            | 21-17, 18-21, 8-21  |            |  |
| 9./16.                        | 2015           | Lima                  | Siril Verma                      | 12-21, 21-18, 15-21 |            |  |
| Junioreneuropameisterschaft   |                |                       |                                  |                     |            |  |
| 1.                            | 2015           | Lubin                 | Max Weisskirchen                 | 21-9, 15-21, 21-9   |            |  |
| Junior International Series   |                |                       |                                  |                     |            |  |
| 1.                            | 2013           | Danish Junior         | Victor Svendsen                  | 22-20, 15-21, 21-13 |            |  |
| 1.                            | 2014           | Danish Junior         | Ditlev Jæger Holm                | 11-3, 11-7, 11-4    |            |  |
| 2.                            | 2015           | German Junior         | Satheishtharan R.                | 19-21, 14-21        |            |  |
| Jugendeuropameisterschaft U17 |                |                       |                                  |                     |            |  |
| 1.                            | 2014           | Ankara                | Toma Junior Popov                | 21-9, 21-12         |            |  |